# Krystyna Kolwas
Krystyna Ludwika Kolwas – polska fizyczka, doktor habilitowana nauk fizycznych, profesor Instytutu Fizyki Polskiej Akademii Nauk, specjalności naukowe: optyka laserowa, wzbudzenia plazmonowe, fizyka mikrokropli.

## Życiorys
W 1972 ukończyła studia na kierunku fizyka w Uniwersytecie Warszawskim. W 1979 na podstawie napisanej pod kierunkiem Kazimierza Rosińskiego pracy pt. Optyczne wytwarzanie spójności w stanie podstawowym atomów uzyskała w Instytucie Fizyki PAN stopień naukowy doktora nauk fizycznych. Tam też na podstawie dorobku naukowego oraz pracy pt. Optyczne właściwości klasterów metali prostych otrzymała w 1999 stopień doktora habilitowanego nauk fizycznych (dyscyplina: fizyka, specjalność: fizyka klasterów).
Została profesorem nadzwyczajnym w Instytucie Fizyki Polskiej Akademii Nauk.
W 2013 została odznaczona Złotym Krzyżem Zasługi.